# Polylepta splendida
Polylepta splendida är en tvåvingeart som beskrevs av Johannes Winnertz 1863. Polylepta splendida ingår i släktet Polylepta och familjen svampmyggor. Inga underarter finns listade i Catalogue of Life.